# Un an infernal
„Un an infernal” (titlu original: „Year of Hell”) este un episod în două părți (8 & 9) din al patrulea sezon al serialului TV american științifico-fantastic Star Trek: Voyager și al 76-lea și al 77-lea în total. A avut premiera la 5 noiembrie 1997 (partea I) și 12 noiembrie 1997 (partea a II-a) pe canalul UPN.

## Prezentare
Voyager creează un nou Laborator de Astrometrică, cu ajutorul căruia cartografiază un nou traseu, ce aduce echipajul în contact cu o navă temporală Krenim, care are capacitatea de a șterge evenimente din istorie.
Grav avariată, Voyager se ascunde într-o nebuloasă, unde doar o mică parte a echipajului încearcă să facă reparații; între timp, comandantul navei Krenim le propune un compromis lui Chakotay și lui Tom Paris.

## Actori ocazionali
- Kurtwood Smith - Annorax
- John Loprieno - Obrist
- Rick Fitts - Zahl Ambassador
- Deborah Levin - Ens. Lang
- Sue Henley - Ens. Brooks
- Lise Simms - Mrs. Annorax
- Peter Slutsker - Krenim Commandant
- David Keith Anderson - Ens. Ashmore (nemenționat)[necesită citare]
- Tarik Ergin - Lt. Ayala (nemenționat)[necesită citare]